# Герб Якимівського району
Герб Яки́мівського райо́ну — символ Якимівського району Запорізької області, затверджений рішенням Якимівської районної ради.
Автор проекту герба — Олексеєва Любов Федорівна, викладач образотворчого відділення Якимівської дитячої музичної школи.

## Опис
Гербовий щит має форму чотирикутника з півколом в основі. Укіс зліва розмежовує щит на синє і зелене поле. Герб містить три негеральдичні фігури: срібний схід сонця та срібні морські хвилі на синьому полі і золотий колос на зеленому; все це разом є символом родючості та надії на завтрашнє.
Символічне значення кольорів:
- зелений — символ надії, добробуту, свободи, а в цьому випадку ще символічно означає оброблену, вкриту рослинами землю;
- блакитний — на гербі є символом вірності й честі. Це також колір неба та Азовського моря;
- золотий — символ багатства, яке дає колосся хліба.

Щит герба розташований на картуші у вигляді грамоти золотого кольору, в нижній частині якої розміщено надпис «Якимівський район» та рік утворення — 1923.